# Sabine Payer
Sabine Payer (* 28. Juli 1992 in Wolfsberg als Sabine Schöffmann) ist eine österreichische Snowboarderin.

## Werdegang
Payer nimmt seit 2007 am Europacup teil. Dabei holte sie bisher 17 Siege und gewann in der Saison 2009/10, 2016/17 und 2019/20 die Parallelwertung. Außerdem errang sie in der Saison 2016/17 und 2019/20 den ersten Platz in der Parallelslalomwertung. Ihr erstes Weltcuprennen fuhr sie im Jänner 2009 in Bad Gastein, welches sie auf dem 24. Platz im Snowboardcross beendete. Ihre ersten internationalen Erfolge hatte sie 2009 beim Europäischen Olympischen Winter-Jugendfestival in Szczyrk. Dort gewann sie Silber im Parallel-Riesenslalom und Gold im Snowboardcross. Bei den folgenden Snowboard-Juniorenweltmeisterschaften in Nagano im März 2009 holte sie Bronze im Parallelslalom und Gold im Parallel-Riesenslalom.
Im selben Monat wurde sie österreichische Meisterin im Parallelslalom. Dies wiederholte sie bei den österreichischen Snowboardmeisterschaften 2010 in Gerlitzen. Bei den Snowboard-Juniorenweltmeisterschaften 2010 in Neuseeland gewann sie Gold im Parallelslalom.
Im Dezember 2010 erreichte sie in Limone Piemonte mit dem achten Rang im Parallel-Riesenslalom ihre erste Top-Zehn-Platzierung im Weltcup.
Bei den Snowboard-Juniorenweltmeisterschaften 2011 in Valmalenco holte Payer Bronze im Parallelslalom. Bei den Snowboard-Weltmeisterschaften 2013 in Stoneham errang sie den zwölften Platz im Parallelslalom. Im Dezember 2013 gewann sie bei der Winter-Universiade in Monte Bondone Silber im Parallel-Riesenslalom. Zu Beginn der Saison 2014/15 holte sie im Montafon im Parallelslalom ihren ersten Weltcupsieg. Bei den Snowboard-Weltmeisterschaften 2015 am Kreischberg kam sie auf den 14. Rang im Parallelslalom und den 12. Platz im Parallel-Riesenslalom.
Anfang März 2015 holte sie in Asahikawa mit dem zweiten Platz im Parallelslalom erneut eine Podestplatzierung. Die Saison beendete sie auf dem zweiten Platz in der Parallelslalomwertung und dem vierten Rang im Parallelweltcup.
In der folgenden Saison kam sie bei sieben Teilnahmen im Weltcup, zweimal unter die ersten Zehn, darunter Platz drei in Bad Gastein und Platz zwei in Kayseri.
Sie erreichte damit den zehnten Platz im Parallelweltcup und den siebten Rang im Parallelslalom-Weltcup. In der Saison 2016/17 siegte sie im Parallelslalom in Winterberg und belegte im Parallelslalom in Bad Gastein den dritten Platz. Sie kam damit auf den vierten Platz im Parallelweltcup und auf den dritten Platz im Parallelslalom-Weltcup. Beim Saisonhöhepunkt den Snowboard-Weltmeisterschaften 2017 in Sierra Nevada gelang ihr der zwölften Platz im Parallel-Riesenslalom und der zehnten Rang im Parallelslalom.
In der Saison 2017/18 belegte Payer mit Platz zwei im Parallel-Riesenslalom in Rogla und Platz eins im Parallel-Riesenslalom in Cortina d’Ampezzo, den achten Platz im Parallelslalom-Weltcup und jeweils den siebten Rang im Parallel-Weltcup und im Parallel-Riesenslalom-Weltcup. Payer war für einen Startplatz bei den Olympischen Winterspielen 2018 im Februar in der südkoreanischen Stadt Pyeongchang nominiert.
Bei einem Sturz am 28. Jänner in Bulgarien zog sie sich aber Verletzungen im linken Bein zu, sie musste die Teilnahme absagen und es wurde Daniela Ulbing nachnominiert. In der folgenden Saison kam sie dreimal auf den dritten und zweimal auf den zweiten Platz und errang damit den fünften Platz im Parallel-Riesenslalom-Weltcup, den vierten Platz im Parallelslalom-Weltcup und den dritten Platz im Parallelweltcup. Beim Saisonhöhepunkt, den Weltmeisterschaften 2019 in Park City, wurde sie Achte im Parallel-Riesenslalom und Siebte im Parallelslalom.
In der Saison 2020/21 belegte Payer den neunten Platz im Parallelweltcup und bei den Snowboard-Weltmeisterschaften 2021 in Rogla den 16. Platz im Parallelslalom und den zehnten Rang im Parallel-Riesenslalom. In der folgenden Saison erreichte sie mit sechs Platzierungen unter den ersten Zehn, darunter je einen dritten, zweiten und ersten Platz den siebten Platz im Parallel-Weltcup.
Im Februar 2023 holte Payer bei den Snowboard-Weltmeisterschaften im georgischen Bakuriani im Parallelslalom die Bronze-Medaille und gemeinsam mit Andreas Prommegger beim erstmals ausgetragenen Mixed-Teambewerb die Silbermedaille.
Im November 2024 belegte Sabine Payer beim Weltcupauftakt in China als beste Österreicherin den fünften Rang bei den Damen und im Dezember gewann die 32-Jährige den Parallelslalom der Snowboarderinnen beim Weltcup in Mylin.

### Persönliches
Die Sportlerin wohnt in St. Georgen am Längsee nahe St. Veit an der Glan und startet für den ASKÖ. Sie ist aktive Sportlerin des Heeressportzentrums des Österreichischen Bundesheers. Als Heeressportlerin trägt sie derzeit den Dienstgrad Gefreiter.
Seit Juli 2024 ist sie mit dem Snowboarder Alexander Payer (* 1989) verheiratet.

## Weltcupsiege und Weltcup-Gesamtplatzierungen

### Weltcupsiege

#### Weltcupsiege im Einzel
| Nr. | Datum             | Ort               | Disziplin             |
| --- | ----------------- | ----------------- | --------------------- |
| 1.  | 18. Dezember 2014 | Montafon          | Parallelslalom        |
| 2.  | 18. März 2017     | Winterberg        | Parallelslalom        |
| 3.  | 16. Dezember 2017 | Cortina d’Ampezzo | Parallelslalom        |
| 4.  | 8. Januar 2022    | Scuol             | Parallel-Riesenslalom |
| 5.  | 11. Dezember 2022 | Winterberg        | Parallelslalom        |
| 6.  | 15. März 2023     | Rogla             | Parallel-Riesenslalom |
| 7.  | 27. Jänner 2024   | Simonhöhe         | Parallel-Riesenslalom |
| 8.  | 1. Dezember 2024  | Mylin             | Parallelslalom        |
| 9.  | 14. Dezember 2024 | Cortina d’Ampezzo | Parallel-Riesenslalom |
| 10. | 15. März 2025     | Winterberg        | Parallelslalom        |

#### Weltcupsiege im Team
| Nr. | Datum           | Ort           | Disziplin                    |
| --- | --------------- | ------------- | ---------------------------- |
| 1.  | 15. Januar 2022 | Simonhöhe     | Parallel-Riesenslalom Team 1 |
| 2.  | 19. März 2023   | Berchtesgaden | Parallelslalom Team 2        |
| 3.  | 17. Jänner 2024 | Bad Gastein   | Parallelslalom Team 3        |
| 4.  | 28. Jänner 2024 | Simonhöhe     | Parallel-Riesenslalom Team 3 |
| 5.  | 15. Jänner 2025 | Bad Gastein   | Parallelslalom Team 3        |

### Weltcup-Gesamtplatzierungen
| Saison  | Parallel | Parallel | Parallel-Riesenslalom | Parallel-Riesenslalom | Parallelslalom | Parallelslalom |
| Saison  | Punkte   | Platz    | Punkte                | Platz                 | Punkte         | Platz          |
| ------- | -------- | -------- | --------------------- | --------------------- | -------------- | -------------- |
| 2008/09 | 20       | 60.      | -                     | -                     | -              | -              |
| 2009/10 | 19       | 77.      | -                     | -                     | -              | -              |
| 2010/11 | 970      | 25.      | -                     | -                     | -              | -              |
| 2011/12 | 1524     | 16.      | -                     | -                     | -              | -              |
| 2012/13 | 1080     | 20.      | 800                   | 20.                   | 360            | 22.            |
| 2013/14 | 810      | 18.      | 400                   | 18.                   | 410            | 18.            |
| 2014/15 | 3760     | 4.       | 1150                  | 9.                    | 2610           | 2.             |
| 2015/16 | 1940     | 10.      | 960                   | 7.                    | 980            | 12.            |
| 2016/17 | 3470     | 4.       | 1470                  | 13.                   | 2000           | 3.             |
| 2017/18 | 4050     | 7.       | 2790                  | 7.                    | 1260           | 8.             |
| 2018/19 | 5250     | 3.       | 3190                  | 5.                    | 2060           | 4.             |
| 2019/20 | 2304     | 11.      | 1894                  | 12.                   | 410            | 20.            |
| 2020/21 | 254      | 9.       | 121                   | 12.                   | 133            | 8.             |
| 2021/22 | 349      | 7.       | 244                   | 5.                    | 105            | 9.             |
| 2022/23 | 549      | 3.       | 261                   | 2.                    | 288            | 3.             |
| 2023/24 | 638      | 3.       | 306                   | 5.                    | 332            | 2.             |
| 2024/25 | 914      | 3.       | 588                   | 3.                    | 326            | 2.             |